# Awakened
Awakened – szósty album studyjny amerykańskiej grupy As I Lay Dying, wydany w 2012 roku.
W czerwcu 2012 roku poinformowano, że kolejny, szósty album studyjny został zatytułowany Awakened i ukaże się ponownie nakładem Metal Blade Records. Materiał wyprodukował Bill Stevenson, a miksowanie wykonał Colin Richardson. Pierwszym utworem promującym wydawnictwo był "Cauterize". 12 września 2012 roku opublikowano drugi singiel pod tytułem "A Greater Foundation", do którego stworzono teledysk. 25 września 2012 roku oficjalnie odbyła się premiera nowego albumu.

## Lista utworów
1. "Cauterize" – 3:37
2. "A Greater Foundation" – 3:46
3. "Resilience" – 4:07
4. "Wasted Words" – 4:20
5. "Whispering Silence" – 4:30
6. "Overcome" – 4:36
7. "No Lungs to Breathe" – 4:04
8. "Defender" – 4:04
9. "Washed Away" (instrumentalny) –1:00
10. "My Only Home" – 4:05
11. "Tear Out My Eyes" – 4:37

Utwory bonusowe
12. "Unwound (B Side Demo)" – 3:58
13. "A Greater Foundation" (wydłużona wersja demo) – 3:58
Limitowana edycja DVD
1. "Making of Awakened"
2. "I Never Wanted" (teledysk)
3. "Parallels" (teledysk)
4. "Anodyne Sea" (teledysk)
5. "Behind the Scenes of Anodyne Sea Video Shoot"
6. "Electric Eye (Judas Priest cover)" (teledysk)
7. "Paralyzed" (teledysk z tekstem do utworu)
8. "Cauterize" (teledysk z tekstem do utworu)

## Twórcy
Skład zespołu
- Tim Lambesis – śpiew
- Jordan Mancino – perkusja
- Phil Sgrosso – gitara elektryczna, programowanie syntezatora w utworze "Wasted Words"
- Nick Hipa – gitara elektryczna
- Josh Gilbert – gitara basowa, śpiew

Pozostali
- Bill Stevenson, As I Lay Dying, Jason Livermore – produkcja muzyczna
- Bill Stevenson, Jason Livermore, Andrew Berlin – inżynerowie dźwięku
- Daniel Castleman, Chris Beeble – asystenci inżynierów
- Colin Richardson (Treehouse Studios w Derbyshire, Wielka Brytania) – miksowanie
- Carl Bown – inżynier miksowania
- Ted Jensen (Sterling Sound) – mastering
- Joey Bradford – dodatkowy śpiew w tle
- Metastazis.com, asystent Tiffanie Uldry – oprawa graficzna